# ASOS.com
ASOS plc es un minorista británico de moda y cosméticos en línea. La empresa fue fundada en Londres en el año 2000 y está dirigida principalmente a jóvenes adultos. La página web vende más de 850 marcas, así como su propia gama de ropa y accesorios y envía a más de 200 países desde centros de distribución en el Reino Unido, Estados Unidos y Europa.
A pesar de haber perdido su significado original (AsSeenOnScreen), ASOS todavía se escribe como un acrónimo en mayúsculas; la excepción a la regla fue el nuevo logotipo diseñado por Ben Lewin en 2008, donde se muestra estilísticamente en minúsculas.
La sede de ASOS está en Camden Town, en Greater London House. Desde 2013, su principal centro de distribución se encuentra en Barnsley, donde emplean a 3000 trabajadores. El departamento de atención al cliente tiene su sede en Leavesden, cerca de Watford, en el suroeste de Hertfordshire.